# Чемпионат Северной, Центральной Америки и Карибского бассейна по волейболу среди мужчин 1997
15-й чемпионат Северной, Центральной Америки и Карибского бассейна (NORCECA) по волейболу среди мужчин прошёл с 12 по 18 сентября 1997 года в Сан-Хуане (Пуэрто-Рико) с участием 8 национальных сборных команд. Чемпионский титул в 12-й раз в своей истории и в 6-й раз подряд выиграла сборная Кубы.

## Команды-участницы
Барбадос, Гватемала, Доминиканская Республика, Канада, Куба, Мексика, Пуэрто-Рико, США.

## Система проведения чемпионата
8 команд-участниц на предварительном этапе разбиты на две группы. Победители групп напрямую выходят в полуфинал плей-офф. Команды, занявшие в группах 2-е и 3-и места, выходят в четвертьфинал и определяют ещё двух участников полуфинала. Полуфиналисты по системе с выбыванием определяют призёров первенства. Итоговые 5—6-е и 7—8-е места разыгрывают соответственно проигравшие в 1/4-финала и худшие команды в группах.

## Предварительный этап

### Группа А
| М | Команда                  | 1   | 2   | 3   | 4   | И | В | П | С/П | О |
| - | ------------------------ | --- | --- | --- | --- | - | - | - | --- | - |
| 1 | Куба                     |     | 3:0 | 3:0 | 3:0 | 3 | 3 | 0 | 9:0 | 6 |
| 2 | США                      | 0:3 |     | 3:0 | 3:0 | 3 | 2 | 1 | 6:3 | 5 |
| 3 | Барбадос                 | 0:3 | 0:3 |     | 3:- | 3 | 1 | 2 | 3:- | 4 |
| 4 | Доминиканская Республика | 0:3 | 0:3 | -:3 |     | 3 | 0 | 3 | -:9 | 3 |

12 сентября: Куба — Доминиканская Республика 3:0 (15:2, 15:5, 15:1); США — Барбадос 3:0 (15:1, 15:5, 15:1).
13 сентября: Куба — Барбадос 3:0 (15:3, 15:0, 15:0); США — Доминиканская Республика 3:0 (15:6, 15:6, 15:4).
14 сентября: Барбадос — Доминиканская Республика 3:-; Куба — США 3:0 (15:6, 15:10, 15:11).

### Группа В
| М | Команда     | 1   | 2   | 3   | 4   | И | В | П | С/П | О |
| - | ----------- | --- | --- | --- | --- | - | - | - | --- | - |
| 1 | Канада      |     | 3:0 | 3:1 | 3:0 | 3 | 3 | 0 | 9:1 | 6 |
| 2 | Мексика     | 0:3 |     | 3:- | 3:0 | 3 | 2 | 1 |     | 5 |
| 3 | Пуэрто-Рико | 1:3 | -:3 |     | 3:0 | 3 | 1 | 2 |     | 4 |
| 4 | Гватемала   | 0:3 | 0:3 | 0:3 |     | 3 | 0 | 3 | 0:9 | 3 |

12 сентября: Канада — Мексика 3:0 (15:10, 15:3, 15:5); Пуэрто-Рико — Гватемала 3:0 (15:5, 15:5, 15:7).
13 сентября: Мексика — Гватемала 3:0 (15:1, 15:10, 15:7); Канада — Пуэрто-Рико 3:1 (6:15, 15:10, 15:11, 15:10).
14 сентября: Канада — Гватемала 3:0 (15:3, 15:7, 15:0); Мексика — Пуэрто-Рико 3:-.

## Матч за 7-е место
16 сентября
Доминиканская Республика — Гватемала 3:0 (17:15, 15:3, 15:5).

## Плей-офф

### Четвертьфинал
16 сентября
Мексика — Барбадос 3:0 (15:12, 15:8, 15:8)
США — Пуэрто-Рико 3:0 (15:12, 15:11, 15:12)

### Матч за 5-е место
17 сентября
Пуэрто-Рико — Барбадос 3:-

### Полуфинал
17 сентября
Куба — Мексика 3:0 (15:1, 15:4, 15:8)
США — Канада 3:1 (15:10, 15:13, 12:15, 15:13)

### Матч за 3-е место
18 сентября
Канада — Мексика 3:1 (15:9, 15:8, 13:15, 15:9)

### Финал
18 сентября
Куба — США 3:0 (15:11, 15:11, 15:4)

## Итоги

### Положение команд
| Куба                        |
| США                         |
| Канада                      |
| 4. Мексика                  |
| 5. Пуэрто-Рико              |
| 6. Барбадос                 |
| 7. Доминиканская Республика |
| 8. Гватемала                |